# Ampelisca neapolitanus
Ampelisca neapolitanus är en kräftdjursart. Ampelisca neapolitanus ingår i släktet Ampelisca och familjen Ampeliscidae. Inga underarter finns listade i Catalogue of Life.